# Мюррей, Гарт
Гарт Мюррей (англ. Garth Murray; 17 сентября 1982, Реджайна, Саскачеван, Канада) — профессиональный канадский хоккеист, левый нападающий, тафгай.
На драфте НХЛ 2001 года был выбран в 3 раунде под общим 79 номером командой «Нью-Йорк Рейнджерс». 30 сентября 2005 года обменян в «Монреаль Канадиенс». В 2012 году завершил карьеру игрока.
С февраля 2019 года тренирует команду датской хоккейной лиги Ольборг Пайрэтс.

## Статистика
```
                                            --- Regular Season ---  ---- Playoffs ----
Season   Team                        Lge    GP    G    A  Pts  PIM  GP   G   A Pts PIM
--------------------------------------------------------------------------------------
1997-98  Regina Pats                 WHL     4    0    0    0    2   2   0   0   0   0
1998-99  Regina Pats                 WHL    60    3    5    8  101  --  --  --  --  --
1999-00  Regina Pats                 WHL    68   14   26   40  155   7   1   1   2   7
2000-01  Regina Pats  ('A')          WHL    72   28   16   44  183   6   1   1   2  10
2001-02  Regina Pats  ('C')          WHL    62   33   30   63  154   6   2   3   5   9
2001-02  Hartford Wolf Pack          AHL     4    0    0    0    0   9   1   3   4   6
2002-03  Hartford Wolf Pack          AHL    64   10   14   24  121   2   0   0   0   6
2003-04  Hartford Wolf Pack          AHL    63   11   11   22  159  16   0   4   4  29
2003-04  New York Rangers            NHL    20    1    0    1   24  --  --  --  --  --
2004-05  Hartford Wolf Pack          AHL    55    4    5    9  182   5   1   0   1   8
2005-06  Hamilton Bulldogs           AHL    26    1    1    2   46  --  --  --  --  --
2005-06  Montreal Canadiens          NHL    36    5    1    6   44   6   0   0   0   0
2006-07  Montreal Canadiens          NHL    43    2    1    3   32  --  --  --  --  --
2007-08  Montreal Canadiens          NHL     1    0    0    0    0  --  --  --  --  --
2007-08  Florida Panthers            NHL     6    0    0    0   19  --  --  --  --  --
2008-09  San Antonio Rampage         AHL    64   11   10   21  146  --  --  --  --  --
2008-09  Phoenix Coyotes             NHL    10    0    0    0   12  --  --  --  --  --
2009-10  Abbotsford Heat ('C')       AHL    80    9   22   31  169  13   1   2   3  34
2010-11  Victoria Salmon Kings       ECHL    8    2    1    3   23  --  --  --  --  --
2010-11  Manitoba Moose              AHL    55    6    5   11   90  13   0   1   1  42
2011-12  St. John's IceCaps          AHL    62    3   10   13  112  15   1   3   4  29
--------------------------------------------------------------------------------------
         NHL Totals                         99    8    2   10  100   6   0   0   0   0

```